# Jared Golden
Pour les articles homonymes, voir Golden.
Jared Golden, né le 25 juillet 1982 à Lewiston (Maine), est un homme politique américain, membre du Parti démocrate et élu du deuxième district congressionnel du Maine à la Chambre des représentants des États-Unis depuis 2019.

## Biographie

### Jeunesse et carrière militaire
Jared Golden grandit à Leeds dans le Maine.
Alors qu'il étudie à l'université du Maine pour devenir professeur d'histoire, Golden s'engage chez les Marines après les attentats du 11 septembre 2001. Il sert pendant quatre ans en Irak et en Afghanistan. Il rejoint par la suite le Bates College, dont il sort diplômé en politique et histoire américaine. Il retourne en Irak et en Afghanistan, comme enseignant puis pour une entreprise de logistique.

### Carrière politique
Jared Golden fait ses premiers pas en politique en travaillant pour la sénatrice républicaine Susan Collins, sur les questions de sécurité intérieure. Il travaille ensuite à la Chambre des représentants du Maine. En 2014, il est élu au sein de l'assemblée. Il représente le 60e district, autour de Lewiston dont sa femme Isabel est conseillère municipale. Il y devient l'adjoint du chef de la majorité démocrate.
Lors des élections de 2018, Golden se présente à la Chambre des représentants des États-Unis dans le 2e district du Maine. En juin, il remporte l'investiture démocrate avec 54 % des voix face au militant écologiste Lucas St. Clair (après avoir rassemblé 47 % lors du premier tour) pour affronter le républicain sortant Bruce Poliquin. Le soir de l'élection générale, Golden est devancé de justesse par le républicain ; les deux candidats récoltent environ 46 % des voix. Cependant, puisque aucun candidat n'atteint la majorité absolue des voix, le nouveau mode de scrutin du Maine (vote alternatif) est utilisé pour la première fois à l'échelle fédérale,. Golden est élu représentant avec 50,5 % des suffrages après répartition des voix des candidats indépendants. Poliquin est le premier député de la circonscription à perdre son siège depuis plus d'un siècle.
Jared Golden est réélu plus facilement en 2020 avec 53 % des voix face au candidat républicain Dale Crafts, bien que Trump remporte le scrutin dans ce même district lors de l'élection présidentielle qui se déroule le même jour. Il est réélu de nouveau en 2022 en battant Bruce Poliquin, l'ancien représentant de ce district, avec 53 % des suffrages (après répartition des secondes voix de l'indépendante Tiffany Bond).
Il remporte un quatrième mandat lors des élections de 2024, battant de justesse le républicain Austin Theriault.

## Positions politiques
Jared Golden est considéré comme l'un des démocrates les plus conservateurs de son parti,. Il est notamment membre de la Blue Dog Coalition, qui regroupe les démocrates centristes et modérés.
Sur la question des armes à feu, il s'oppose longtemps à une interdiction des fusils d'assaut : il est ainsi l'un des cinq démocrates à rejeter cette mesure en 2022. Après les fusillades d'octobre 2023 à Lewiston, dans sa circonscription, il annonce toutefois avoir changé d'avis sur le sujet.